# Unione Sportiva Cremapergo 1908 1996-1997
Questa pagina raccoglie le informazioni riguardanti l'Unione Sportiva Cremapergo 1908 nelle competizioni ufficiali della stagione 1996-1997.

## Rosa
| N. |                   | Ruolo | Calciatore          |
| -- | ----------------- | ----- | ------------------- |
|    | Italia (bandiera) | C     | Dario Acquali       |
|    | Italia (bandiera) | C     | Alessandro Agosti   |
|    | Italia (bandiera) | D     | Paolo Aresi         |
|    | Italia (bandiera) | C     | Roberto Bianchessi  |
|    | Italia (bandiera) | D     | Federico Cantoni    |
|    | Italia (bandiera) | P     | Alessandro Casciano |
|    | Italia (bandiera) | D     | Roberto Cinicola    |
|    | Italia (bandiera) | A     | Luca Facchetti      |
|    | Italia (bandiera) | C     | Andrea Federici     |
|    | Italia (bandiera) | D     | Emiliano Fermi      |
|    | Italia (bandiera) | C     | Valerio Fommei      |
|    | Italia (bandiera) | D     | Massimo Gallina     |
|    | Italia (bandiera) | C     | Vincenzo Garofalo   |
|    | Italia (bandiera) | P     | Daniele Limonta     |
|    | Italia (bandiera) | C     | Emiliano Longhi     |

| N. |                   | Ruolo | Calciatore              |
| -- | ----------------- | ----- | ----------------------- |
|    | Italia (bandiera) | D     | Marco Luraghi           |
|    | Italia (bandiera) |       | Maridati                |
|    | Italia (bandiera) | D     | Riccardo Martellosio    |
|    | Italia (bandiera) | A     | Massimigliano Menegatti |
|    | Italia (bandiera) | C     | Eligio Nicolini         |
|    | Italia (bandiera) | A     | Angelo Oliva            |
|    | Italia (bandiera) | A     | Rocco Parente           |
|    | Italia (bandiera) | D     | Marco Pedron            |
|    | Italia (bandiera) | C     | James Pelucchetti       |
|    | Italia (bandiera) | D     | Christian Prandelli     |
|    | Italia (bandiera) | D     | Stefano Ragnoli         |
|    | Italia (bandiera) | C     | Gian Luigi Rocchi       |
|    | Italia (bandiera) | C     | Alessandro Rotta        |
|    | Italia (bandiera) | D     | Christian Severgnini    |